# Gian Maria Cadoni
Gian Maria Cadoni (Villanova Monteleone, 31 dicembre 1888 – ...) è stato un calciatore italiano, di ruolo difensore.

## Carriera

### Club
Debuttò in Prima Categoria il 7 novembre 1911 dove l'Inter pareggiò in casa nella prima di campionato contro l'Ausonia, in cui mise a segno l'unica rete della sua carriera. Giocò l'ultima partita la giornata successiva, Juventus-Inter, partita in cui prevalse la squadra di casa per due reti a zero.  Viene considerato come il primo calciatore nativo della Sardegna ad aver vinto un titolo di campione d'Italia.

## Statistiche

### Presenze e reti nei club
| Stagione        | Club            | Campionato      | Campionato | Campionato |
| Stagione        | Club            | Comp            | Pres       | Reti       |
| --------------- | --------------- | --------------- | ---------- | ---------- |
| 1909-1910       | Inter           | Prima Categoria | 2          | 1          |
| Totale Inter    | Totale Inter    |                 | 2          | 1          |
| Totale carriera | Totale carriera |                 | 2          | 1          |

## Palmarès

### Club
Campionato italiano: 1 
Inter:1909-1910